# William Berryman

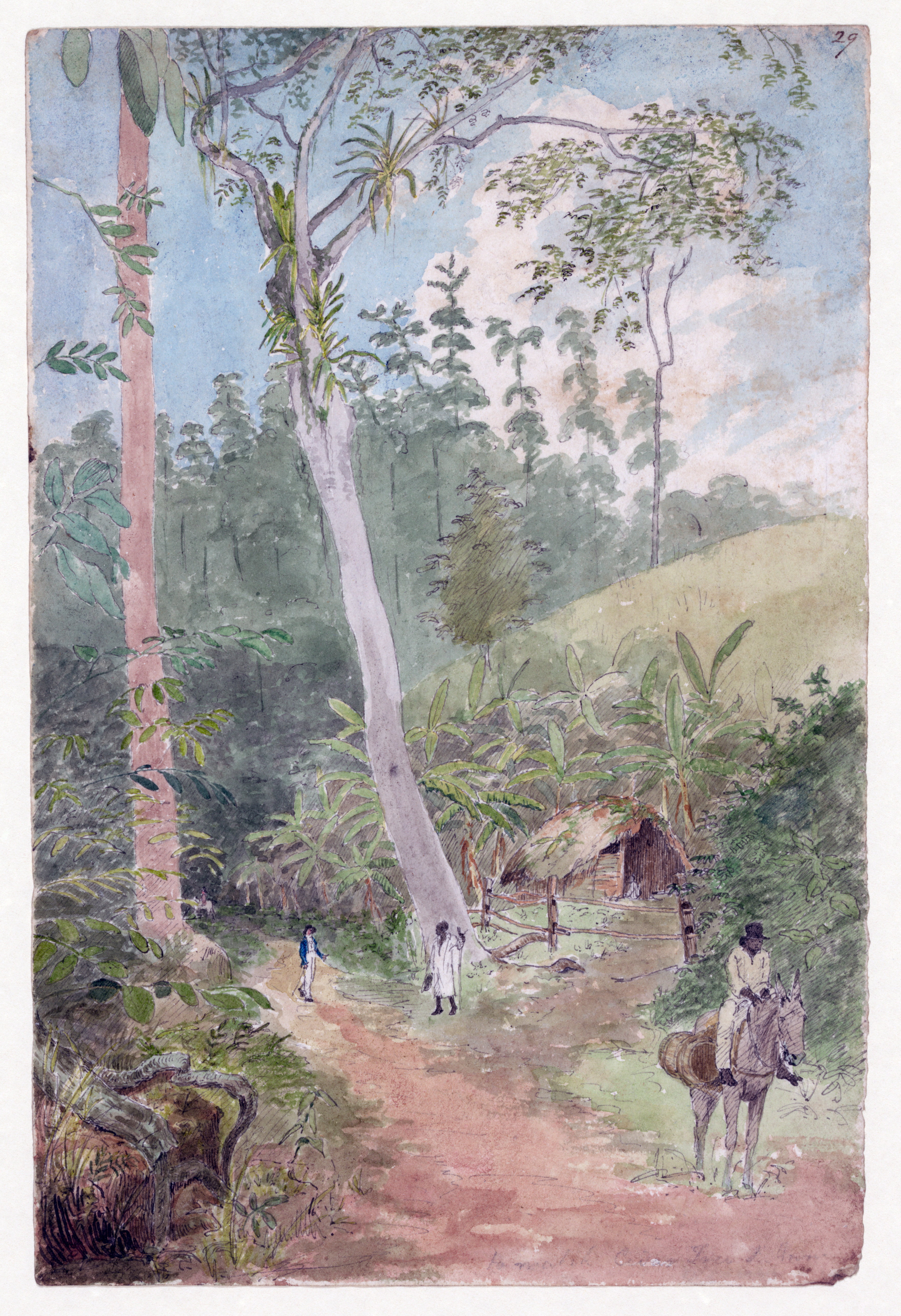
Plantain Walk por William Berryman, acuarela, tinta y lápiz.

William Berryman fue un artista británico que desarrolló su actividad en Jamaica durante el período 1808-1816. Produjo más de trescientos dibujos a lápiz y acuarelas del paisaje de Jamaica y la vida cotidiana de la gente de la isla. Su trabajo demuestra un interés particular en la vida de los habitantes de la mayoría de la isla: gente de ascendencia africana y mixtos. Planeó un proyecto para hacer una serie de grabados basados en sus obras de arte de Jamaica, pero murió antes de poder llevarla a cabo.
La obra inédita de Berryman se descuidó hasta que fue redescubierta recientemente en un álbum. La Biblioteca del Congreso de Estados Unidos adquirió la colección. Su obra fue expuesta en el Centro de la Universidad de Yale de Arte Británico en New Haven, Connecticut, Estados Unidos y en el Museo de la Commonwealth y el Imperio británico (en Bristol, Inglaterra), en 2007 y 2008